# Taphrina carpini
Taphrina carpini  (лат.) — вид грибов рода тафрина (Taphrina) отдела аскомицеты (Ascomycota), паразит граба (Carpinus). Вызывает «ведьмины мётлы», пожелтение и деформацию листьев.

## Описание
Побеги «ведьминых мётел» деформированы, более короткие и тонкие, чем здоровые. Листья на них желтеют, их ткани гипертрофируются, в результате чего форма листа становится гофрированной, выпукло-вогнутой, резко проявляется жилкование.
Мицелий развивается под кутикулой, зимует в тканях ветвей.
Сумчатый слой («гимений»)  восковидный, серовато-белый, развивается на нижней стороне листа между жилками.
Аски восьмиспоровые, размерами 17—32×9—15 мкм, цилиндрические, с округлыми верхушнами и часто с расширенным основанием, располагаются на поверхности эпидермиса листа. Базальные клетки (см. в статье Тафрина) отсутствуют.
Аскоспоры 5—7×3—4 мкм, округлые или эллипсоидные.

## Распространение и хозяева
Taphrina carpini впервые описана в Дании, типовой хозяин — граб обыкновенный (Carpinus betulus), также поражает граб восточный (Carpinus orientalis) (в Закавказье), граб сердцелистный (Carpinus cordata). Гриб распространён в Евразии, известен на Британских островах, в Центральной и Восточной Европе, на Скандинавском полуострове, в Закавказье, Китае и Приморском крае России. В Европейской части России встречается в Ставропольском крае.

## Близкие виды
- Taphrina australis встречается в Северной Америке, поражает местные виды граба. Она отличается более крупными асками.